# Стасі
Стасі́ (до 194? року — Стасівці) — село в Україні, у Диканській селищній громаді Полтавського району Полтавської області. Населення становить 2124 осіб.
До утворення Диканської громади у 2020 році органом місцевого самоврядування була Стасівська сільська рада. Диканська селищна рада затвердила на посаді старосту, за яким закріпила, серед інших, с. Стасі, вперше 26 листопада 2020 року.

## Географія

Стасі на карті 1857 року.

Стасі на карті 1953 року.

Село Стасі знаходиться за 2 км від правого берега річки Ворскла. Примикає до сіл Гавронці та Кам'янка. Поруч проходить автомобільна дорога Н12.

## Історія
Існувало як невеличке поселення в 1637 р., в якому тоді було п'ять куренів.
Під час нападів татар жителі села знаходили притулок у Полтавській фортеці.
1690 року, як близька до Гетьмана Івана Мазепи людина, царську жалувану грамоту на село отримав Павло Герцик.
За переписами 1719 та 1732 років с. Стасівці — нинішнє с. Стасі — входило до Першої полкової сотні Полтавського полку. Отаманом 1719 року був Федір Купрієнко, а 1732 року — Онисько Мовчан.
За генеральним описом Лівобережної України 1765—1769 рр. входили до складу першої сотні Полтавського полку, з 1775 — до Полтавського повіту Новоросійської губернії. 30 березня 1783 р. віднесене до Катеринославського намісництва, 1796 — Малоросійської, 1802 — Полтавської губернії. 28 лютого 1815 р. відбулося селянське повстання проти поміщиків Кочубеїв. 
За переписом 1859 р. Стасівці — село козацьке,133 двори, 663-є жителів, церква. 1863 р. — Диканської волості Полтавського повіту, 152 двори, 1035 жителів. За переписом 1900 р. у селі (разом із хуторами) 178 дворів, 1377 жителів, діяли дві сільські громади (козацька і селянська), школа грамоти. 1910 р. — 231 господарство, 1399 жителів, паровий млин, всього землі — 2065 десятин, орної — 1571 десятин.
За переписом 1926 року Стасі — центр сільської ради Диканського району Полтавського округу. Село мало 319 господарств і 1391 мешканця. Стасівській сільській раді підпорядковувалися 4 села та 6 хуторів.
1930 року створено колгосп «Перемога». 1936-го почала працювати неповна середня школа.
За періоди німецької (22 вересня 1941 — 22 вересня 1943) німці розстріляли по сільській раді 24, вивезли до Німеччини 176 осіб.[джерело?]
1950 року колгоспи «Нове життя», «Червона зірка», «Перемога» та «Зоря комунізму» об'єдналися в один колгосп під назвою останнього. Сучасну назву отримало під час чергової адміністративно-територіальної реорганізації у 60-х роках XX століття.
1965 року організовано птахофабрику. Також був радгосп «Стасівській» (зерново-буряківничого напряму).
1992 року у Стасях була середня школа, дитячий дошкільний заклад на 160 місць із басейном, будинок культури на 400 місць, бібліотека з 14 тисячами примірників, лазня із сауною.
12 червня 2020 року, відповідно до розпорядження Кабінету Міністрів України № 721-р «Про визначення адміністративних центрів та затвердження територій територіальних громад Полтавської області», село увійшло до складу Диканської селищної громади.
19 липня 2020 року, в результаті адміністративно - територіальної реформи та ліквідації Диканського району, село увійшло до складу новоутвореного Полтавського району.

## Населення

### Мова
Розподіл населення за рідною мовою за даними перепису 2001 року:
| Мова            | Кількість | Відсоток |
| --------------- | --------- | -------- |
| українська      | 2009      | 94.59%   |
| російська       | 96        | 4.52%    |
| вірменська      |           | 0.42%    |
| білоруська      |           | 0.19%    |
| румунська       |           | 0.09%    |
| інші/не вказали |           | 0.19%    |
| Усього          | 2124      | 100%     |

## Економіка
- СП «Dupont».
- ПРАТ «Полтавська птахофабрика».
- ТОВ «Агро-органік»
- ТОВ «Стасі-насіння»
- ТОВ НВП «Інтерагросервіс».
- Стасівський комбінат комунальних підприємств.
- Стасівський молокозавод.

## Об'єкти соціальної сфери
- ДНЗ «Пролісок».
- Стасівська ЗОШ I—III ст. ім. М. Башкирцевої.
- Будинок культури
- Гірськолижний комплекс «Сорочин Яр»
- Готель «УЮТ»

## Релігія
- Свято-Георгіївський храм

## Галерея

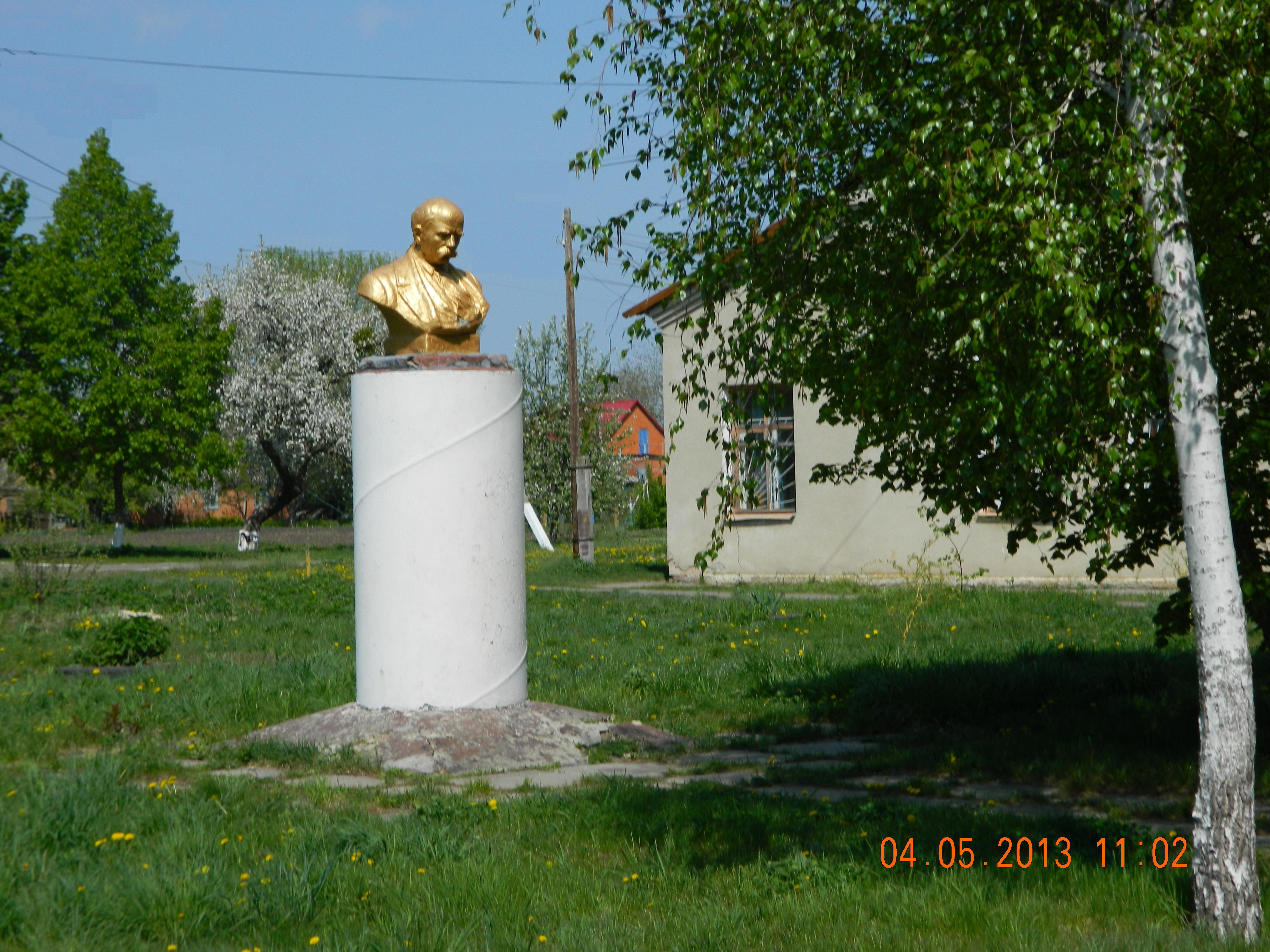
Пам'ятник Тарасові Шевченку у Стасях.
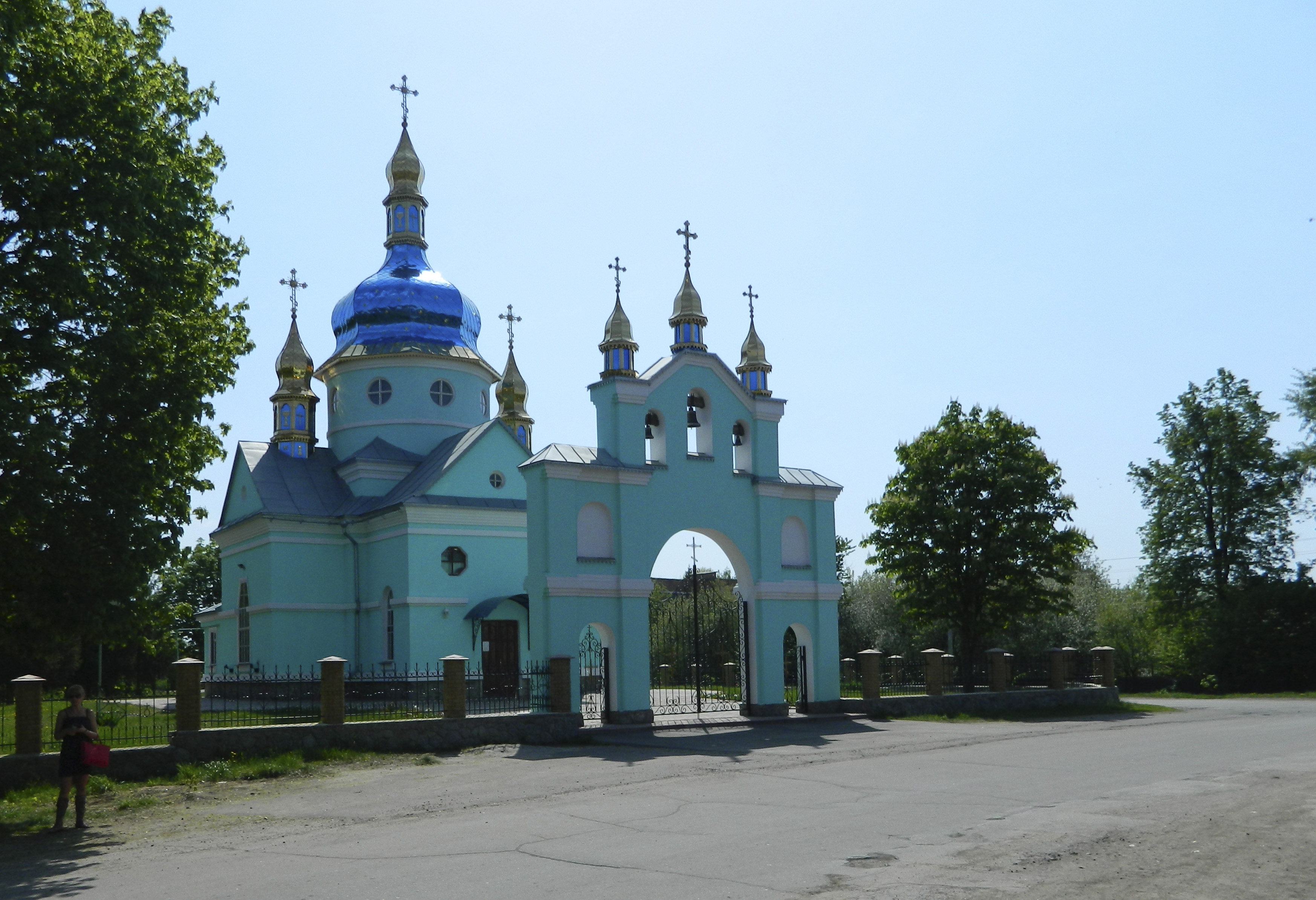
Храм в ім'я Св. Георгія.
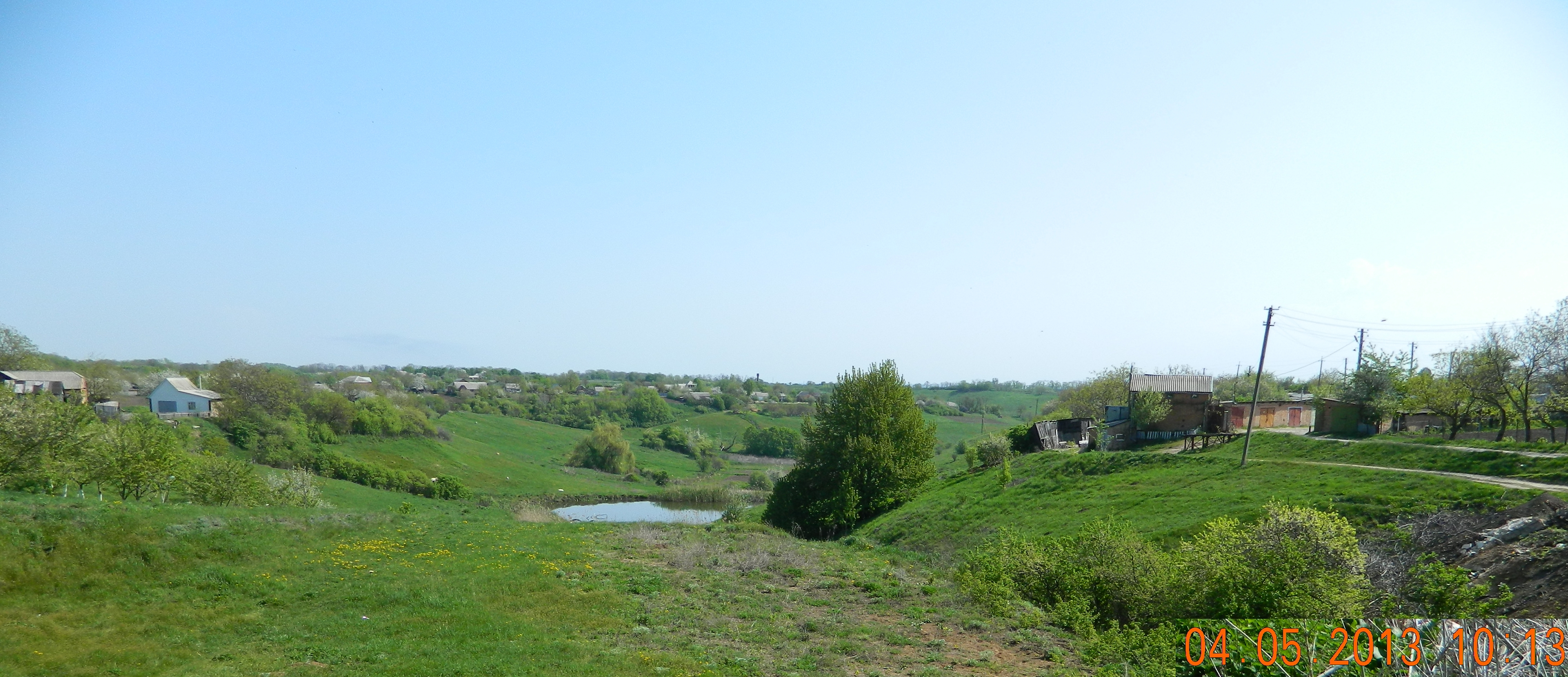
Балка від вулиці Молодіжної у бік Ворскли